# 郭進 (北宋)
郭進（922年—979年），深州博野（今河北博野）人。北宋將領。

## 生平
早年貧賤，在鉅鹿富家當傭保，嗜酒好賭。投奔河东节度使刘知远，善用兵，从严治军，“然性喜杀，士卒小违令，必罪于死，居家御婢仆亦然。”广顺初，任淄州刺史。入宋後，曾破北汉军。
郭進與田欽祚素不和，屢揭其醜事。太平興國四年，宋太宗命郭進守石嶺關（山西省陽曲縣大盂鎮上原村北二里），派田欽祚作監軍，與契丹軍大戰於白馬嶺（山西省盂縣），宋兵趁遼軍渡澗時擊之，遼軍死傷萬餘人，耶律沙一人逃脫。白馬嶺之戰大勝時，田欽祚忌之，不兵援郭進，故未能擴大戰果。郭進屢次被田欽祚欺凌，最後自縊死，当时有人认为是田欽祚所杀，但不敢说。田欽祚謊稱郭進暴死。赵光义十分痛惜，下令追赠郭进为安国军节度使。郭進自縊事被發現後，田欽祚被貶為房州團練使，又貶柳州（嶺南）。

## 延伸阅读
[在维基数据编辑]
 《宋史·卷273》，出自脱脱《宋史》